# استان چونگچونگ جنوبی
استان چونگچونگ جنوبی (به انگلیسی: Chungcheongnam-do) یکی از ۹ استان کشور کره‌جنوبی است.